# Атобоев, Абдусалом
Абдусалом Атобоев (тадж. Абдусалом Атобоев; 20 апреля 1934, с. Калачай Мазори, Исфаринский район, Таджикская ССР — 24 апреля 1986) — таджикский советский писатель

, драматург, переводчик, журналист, член Союза писателей Таджикистана (1974).

## Биография
Окончил Канибадамское педагогическое училище, работал учителем. В 1958 году — филологический факультет Душанбинского государственного педагогического института.
Некоторое время работал журналистом в газете «Советский Таджикистан» и журнале «Машал», редактором репертуарного отдела Министерства культуры Таджикской ССР.
С 1960-х годов на творческой работе.

## Творчество
Дебютировал с очерками и рассказами, которые публиковались в газетах «Голос Востока», «Женщины Таджикистана», «Гулистон», «Машал» и сборниках.
Наибольшего успеха достиг как драматург, автор пьес «Незаконченная песня» (1991); «Иллоанта» (1972), «Тревога» (1974), «Полёт орла» (в соавт. 1975), «Телеграмма Ленину» (в соавт. 1976), «Экзамен» (1977), «Первая история» "(1978), «Qiyomi Lohuti» (1976)и др. Некоторые его пьес вошли в сборники «Встреча с отцом» (1975), «Спектакли» (1977) и «Введение» (1978), напечатаны в журнале «Голос Востока».
Перевёл на таджикский язык несколько произведений Ю. Бондарева, И. Вазова, О. Уайльда и других.